# ورزشگاه آموزش و پرورش عنیزه
ورزشگاه آموزش و پرورش (به عربی: ملعب إدارة التعلیم) یک ورزشگاه در عربستان سعودی است که در عنیزه واقع شده‌است.